# Pocket Symphony
Pocket Symphony är ett album av franska duon Air, släppt i mars 2007. På skivan har Air samarbetat med Jarvis Cocker och Neil Hannon, som sjunger på några av spåren.

## Låtlista
1. "Space Maker" - 4:02
2. "Once Upon a Time" - 5:02
3. "One Hell of a Party" - 4:02
4. "Napalm Love" - 3:27
5. "Mayfair Song" - 4:18
6. "Left Bank" - 4:07
7. "Photograph" - 3:51
8. "Mer du Japon" - 3:04
9. "Lost Message" - 3:32
10. "Somewhere Between Waking and Sleeping" - 3:35
11. "Redhead Girl" - 4:33
12. "Night Sight" - 4:17
13. "The Duelist" - 4:40 (endast iTunes)
14. "Crickets" - 3:32 (endast iTunes)
15. "Time Capsule" - (Japan bonus track)